# 紧化 (物理学)
紧致化（或紧化；compactification），在物理学中指改变时空中某些维度的拓扑结构，使其从展开的无限大尺度，变成有限大的周期性结构。

## 场论中的紧致化
卡魯扎-克萊因理論是一个紧致化的例子。通过把额外的第五维卷曲成一个半径非常小的圆，引力和电磁力得以被统一理解。
在超引力的领域中，11维超引力中卷曲的7维流形的对称性，用来在引力框架内包容描述强力，弱力和电磁力的标准模型。

## 弦论中的紧致化
弦论中的紧致化，是卡魯扎-克萊因理論的一种扩充和应用。考虑费米子自由度后，超弦理论只有在10维才自洽。为了联系10维的超弦理论和4维的现实世界，我们通常把多余的6维卷曲起来。为了保证4维有效理论至少具有{\displaystyle {\mathcal {N}}=1}超对称，6维流形的完整群应为{\displaystyle SU(3)}而非最广泛的情形{\displaystyle SO(6)}，因此6维流形应是卡拉比–丘流形。包含轨形，不可定向形或D-膜的紧致化亦被广泛讨论。
不同的额外维流形的模对应于4维有效场论中不同的真空。为了固定这些模，与D-膜的荷耦合的规范场被用来确定低维有效理论的势。这即为通常所说的通量紧致化。由于卡拉比–丘流形的貝蒂數{\displaystyle b_{2}}和{\displaystyle b_{3}}通常很大，其通量紧致化的合理真空数量惊人；这一性质被用来解释理论计算的宇宙学常数和观测所得的暗能量不符合的疑难。

## 资料来源
1. ↑  M.J. Duff, B.E.W. Nilsson, C.N. Pope, Kaluza-Klein Supergravity, Physics Report 130, 1-142(1986).
2. ↑  Raphael Bousso, Joseph Polchinski, Quantization of four-form fluxes and dynamical neutralization of the cosmological constant （页面存档备份，存于）, JHEP06(2000)006.
3. ↑  Michael R. Douglas, The statistics of string/M theory vacua （页面存档备份，存于）, JHEP05(2003)046.

## 參閲
- 弦理论
- 超弦理论
- 卡拉比–丘流形
- 卡魯扎-克萊因理論

## 外部連結
- .   [2021-07-25]. （原始内容存档于2022-03-19）.